# Tenis en Zimbabue

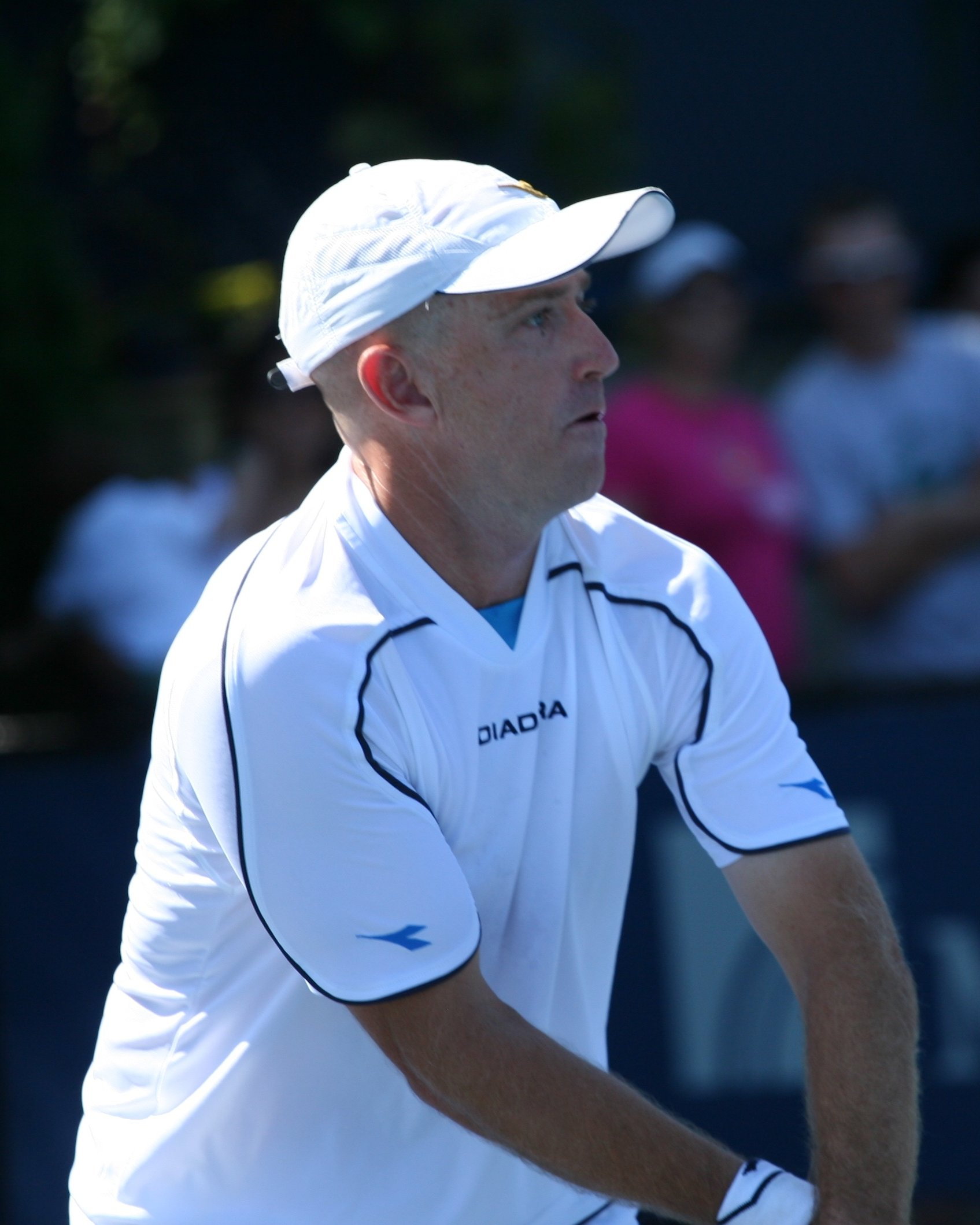
Kevin Ullyett ganador de 2 Grand Slams en dobles.

Zimbabue, conocida como Rhodesia hasta 1981 durante el dominio británico, ha sido una de las potencias africanas del tenis, junto a Sudáfrica y Marruecos. La principal figura ha sido Byron Black quien alcanzó el puesto No. 22 en 1996, y logró 2 títulos. También Andrew Pattison quien obtuvo 4 títulos y el puesto No. 24 en 1974. A nivel de dobles destaca Kevin Ullyett quien alcanzó el puesto No. 4 en 2005 y ha obtenido 34 títulos en la modalidad, incluyendo el Abierto de Australia y el Abierto de Estados Unidos.
A nivel de representación nacional el Equipo de Copa Davis de Zimbabue ha logrado su mejor participación en 1998 cuando alcanzó los cuartos de final.

## Mejores en el ranking ATP en individuales masculino
Tenistas de Zimbabue en el Top 100 del ranking ATP
| Singlista        | Mejor puesto | Año  | Títulos |
| ---------------- | ------------ | ---- | ------- |
| Byron Black      | 22.°         | 1996 | 2       |
| Andrew Pattison  | 24.°         | 1974 | 4       |
| Colin Dowdeswell | 31.°         | 1983 | 1       |
| Roger Dowdeswell | 64.°         | 1974 | 0       |
| Wayne Black      | 69.°         | 1998 | 0       |
| Haroon Ismail    | 95.°         | 1982 | 0       |